# Život v poklusu
Život v poklusu je biografická kniha spisovatele Jaroslava Foglara, zahrnující období od jeho dětství až do července 1990 (v prvním vydání).  Ve druhém vydání přibyly ještě další dvě kapitoly a závěr je rovněž autorem, v tu dobu již druhým rokem hospitalizovaným v Thomayerově nemocnici, přepracován. 
Jaroslav Foglar začal sepisovat vzpomínky na přání členů svého skautského oddílu Dvojka v březnu 1949. Pro členy oddílu vydal pak v omezeném počtu kopií „Knihu o Dvojce“, zahrnující období do roku 1931, kde popisuje nejen činnost oddílu Dvojka, ale představil zde v úvodu i sebe, jak se stal skautem, jak se stal Jestřábem, atd.  Na opakované a mnohaleté naléhání svých přátel pokračoval Foglar v psaní svých vzpomínek až v roce 1988, přičemž využil i některé kapitoly z publikace „Kniha o Dvojce“.

## Citát
Teď když tento svůj životopisný příběh dopisuji, abych stihl termín, ke kterému jsem se zavázal, přemýšlím, zda se mi v životě podařilo všechno, o čem jsem snil už jako malý kluk. Jednou jsem vhodil do malého potůčku dřívko, jelo v proudu dolů po vodě, vyhýbalo se překážkám, a já si tehdy řekl: „Když doplave až tam dolů na volnou vodu, tak to se mnou v životě všechno dobře dopadne!“ Byla to taková dětská hříčka-myšlenka, ale kdykoliv jsem byl v životě v nějakých nesnázích, vždy jsem si na tu plující s všelijakým neřádstvem se proplétající „lodičku“ vzpomněl. A teď uvažuji, zda mi tehdy ta větévka prorokovala můj osud opravdu dobře, protože do té volné vody doplula. Myslím, že její proroctví se víc než splnilo. 
Jaroslav Foglar

## Obsah knihy
Jaroslav Foglar uvádí údaje o rodině a místu (pražské Podskalí), kde se v roce 1907 narodil, o stěhování z Prahy do Předlic u Ústí nad Labem, o smrti otce a stěhování zpět do Prahy-Nuslí.
Píše dále, jak začal chodit do školy a maminka jak zakoupila malé papírnictví v Korunní třídě v pražských Vinohradech. Zmiňuje se o svém bratru Zdeňkovi a kamarádech z Nuslí, o sbírání známek, o škole na Vinohradech, o své zálibě – tramvajích, o sousedech z domu, aj.
Popisuje, jak si začíná vydělávat mytím schodů, vynášením popela a výpomocí knihkupci Jirouškovi a jak si koupil za tisíc korun první kolo u Augustina Vondřicha v Karlíně. Zmiňuje se také o dvou neobvyklých událostech oné doby – jak jim vykradli byt a jak se vydal mezi sedmou a osmou třídou do Švýcarska, kam jej vybrala škola na bezplatný dvouměsíční zájezd organizovaný Červeným křížem.
Přidává příběh, jak poprvé vstoupil do skauta, ale při prodeji losů se nachladil a dostal zápal plic a maminka jej už do skauta nechtěla pustit. Když ale později jeho bratr Zdeněk založil s kamarády oldskautský klub (1923), vstoupil do něj, byl to 48. klub oldskautů v Praze s názvem „Jestřábi“. Zde byl také původ jeho pozdější přezdívky, když přešel k 34. skautskému oddílu s názvem „Ohnivci“. 
V roce 1925 dokončil Foglar školu a nastoupil nejprve v informační kanceláři firmy Wys Muller s pak jako úředník u firmy Oscar Stein, velkoobchod papírem v Praze 1, kde vydržel 13 let.
V roce 1925 jel poprvé na tábor se 34. oddílem k Ledči nad Sázavou a zde mu vedoucí jiného skautského oddílu poprvé ukázal zátoku, které dal Foglar o šest let později název „Sluneční zátoka“.
Popisuje, jak pražské ústředí zrušilo 34. oddíl a jak se stal v roce 1925 pomocníkem vůdce 2. pražského oddílu (Dvojky), kterým byl Jaroslav Ryšavý-Bobr a oddílovým kronikářem. Ve Dvojce Foglar setrval pak jako její vůdce a kronikář dlouhých 60 let.
Píše o tom, jak připravil svoji první knížku – Hoši od Bobří řeky a jak k ní čerpal náměty z prvních táborů ve Sluneční zátoce a z oddílového života. Pracoval na knížce několik let a v roce 1933 ji zaslal do soutěže Melantrichu o nejlepší knihu pro mládež. Aniž by kniha dostala cenu, nabídlo nakladatelství Foglarovi, že bude vycházet ve Slovíčku, nedělní příloze Českého slova. (od 4. března 1934). Mezitím začal Foglarovi vycházet v časopise Skaut-Junák na pokračování příběh „Boj o první místo“ (1922/1934).
První vydanou knížkou však byl „Přístav volá“, který v roce 1934 vyhrál pod názvem „Modrý život Jiřího Dražana“ společně s dalšími dvěma autory soutěž v Melantrichu o nejlepší knihu pro mládež.
Foglar popisuje, jak mu začali vycházet knihy u Jana Kobese v Plzni, když synové Jana Kobese, kteří je znali z vydání na pokračování, je doporučili otci ke knižnímu vydání.
Několik kapitol knihy je věnováno různým strašidelným příhodám nebo tragickým událostem, které Foglar zažil během svého života nebo se s nimi v blízkém okolí setkal.
V roce 1934 zakoupil Foglar v Děčíně vyřazený nákladní parník, který po přebudování na klubovní loď (s názvem Skaut) nechal zakotvit na Vltavě v Praze. Z parníku pak večer podnikali členové oddílu na člunu plavby na Čertovku. Na parníku přivítali také postupně několik významných návštěv, náčelníka Svazu skautů A. B. Svojsíka, amerického spisovatele E. T. Setona a spisovatele Ondřeje Sekoru.
Popisuje svůj vztah ke třem řekám, které jeho život ovlivnily – Vltavě, Sázavě a řece Belá (pojmenované jím jako Zelená říčka) na Slovensku.
V některých kapitolách naznačuje, kam umístil děj některé ze svých knih a kde čerpal náměty pro své postavy a jejich příběhy. 
Zmiňuje se o začátku své práce v Melantrichu, o svém návrhu z roku 1935 na vydávání Mladého hlasatele (zprvu Malý hlasatel), o spolupracovnících z Melantrichu, o zakládání čtenářských klubů, o vzniku Rychlých šípů, o prvním setkání s dr. Janem Fischerem, o vydání Zápisníku třinácti bobříků.
Dále uvádí, jak se v roce 1938 vydal oddíl na letní tábor na Podkarpatskou Rus („Tábor u Sinovíru“), o setkání Petro Šuhajem, s otcem Nikoly Šuhaje loupežníka na Koločavě. 
V knize dále popisuje zážitky z jednotlivých letních oddílových táborů.
Jedna kapitola je věnovaná divadelnímu představení „Tábor ve Sluneční zátoce“, kdy chlapci z oddílu hráli v divadle Míly Mellanové.
Popisuje klubovnu ve vodárenské věži na Smíchově u Vltavy, válečný zákaz táboření a zákaz skautingu, dobrodružné vynášení kronik z Němci zapečetěné klubovny ve věži.
Jedna kapitola je věnována konci Mladého hlasatele v roce 1941, další zase dlouhodobé oddílové hře „Alvarez“ a tím založené tradici dlouhodobých her od roku 1942.
Na podzim 1942 proběhlo také natáčení gramodesky o Rychlých šípech u firmy Esta, která se nakonec veřejnosti do rukou nedostala.
Popisuje situaci a činnost za Protektorátu, píše o zatýkání gestapem a o „Táboru strachu“ v roce 1944. Uvádí vzpomínky na osvobození v květnu 1945 a příchod do redakce týdeníku Junák v září 1945 a odchod v březnu 1946.
Píše o tom, jak se stal v roce 1946 redaktorem časopisu Vpřed v Mladé frontě a postupně jak jej s bývalými spolupracovníky z Mladého hlasatele (např. dr. Karel Bureš) předělal a zvýšil několikanásobně náklad. Také popisuje kampaň, která se proti časopisu postupně zvedla a zákaz vydávání Vpředu v roce 1948. 
Uvádí, jak následně musel nastoupit jako pracovník Městské stanice mladých turistů a pak jako vychovatel v Domově středoškolské mládeže, kde pracoval nakonec deset let. Píše o nátlaku ze strany StB. 
V závěru knihy popisuje psaní druhého dílu Hochů od Bobří řeky (Strach nad Bobří řekou), který dokončil v červenci 1987.
Druhé vydání knihy má novou kapitolu – „Bratrstvo Kočičí pracky“ poraženo – kde Foglar popisuje situaci po roce 1989, obnovený zájem o jeho knihy a besedy.
Závěrečná kapitola „Cesta do minulosti“ je ve druhém vydání upravena a autor uvádí, že je již druhým rokem hospitalizován. Vzpomíná na dětství, oddíl a jeho členy, na tábory a Sluneční zátoku, na svoji lásku a procházky na Petříně, na bratra Zdeňka, na otce a na svoji maminku.

## Knižní vydání
- 1990 1. vydání – TJ Sokol Silůvky (ve dvou svazcích)
- 1997 2. vydání – Olympia (s ediční poznámkou a bibliografií sestavenou Václavem Noskem-Windym a s přehledem života Jaroslava Foglara, sestaveným Jiřím Stegbauerem s využitím poznámek Zdeňka Pírka), vydáno jako 21. svazek Sebraných spisů Jaroslava Foglara, ISBN 80-7033-482-7
- 2005 3. vydání – Olympia (s ediční poznámkou Václava Noska-Windyho a bibliografií k 30. 11. 2004), vydáno jako 21. svazek Sebraných spisů Jaroslava Foglara

## Vydání na pokračování
Ještě před prvním knižním vydáním vycházel Život v poklusu na pokračování v časopisu Směr (později přejmenovaném na TAK), vydávaném Královopolskými strojírnami v Brně (celkem vyšlo 105 pokračování) v období březen 1988 až březen 1989 a leden 1990 až leden 1993. Od ledna 1990 do září 1990 vyšlo také 37 pokračování v časopise Signál a v letech 1994 až 1996 vyšlo 81 pokračování v novinách Svobodné slovo. 
Výňatek z knihy vyšel také v listopadu 1990 v sešitovém vydání s názvem „Po stopách Rychlých šípů“, vydal Magnet-Press.